# シモン・ゲーリング
シモン・ゲーリング（Simon Gühring 　1983年7月14日−）はドイツ出身の野球選手（捕手、外野手）。ドイツ語では｢ジーモン・ギューリング｣と呼ぶ。現在は、ドイツ・ブンデスリーガのハイデンハイム・ハイデケッフェに所属。2014年現在、アシスタント・コーチを兼任している。

## 人物
2002年から2003年にかけて、ミルウォーキー・ブルワーズのルーキーリーグでプレーしていた。その後、2004年にオランダ・ホーフトクラッセのADOレイカーズに所属。2005年より、母国ドイツのブンデスリーガのハイデンハイム・ハイデケッフェに所属している。
大きな体格を生かしたパンチ力が持ち味で、ドイツ代表では4番を務める。一塁手や外野手で出場することも多い。